# Uloborus canescens
Uloborus canescens är en spindelart som beskrevs av Carl Ludwig Koch 1844. Uloborus canescens ingår i släktet Uloborus och familjen krusnätsspindlar.
Artens utbredningsområde är Colombia. Inga underarter finns listade i Catalogue of Life.